# Namibie na Letních olympijských hrách 2008
Namibie se účastnila Letní olympiády 2008. Zastupovalo ji 10 sportovců ve 4 sportech. Namibie nezískala žádnou medaili.